# جون أندرو رايس
جون أندرو رايس (بالإنجليزية: John Andrew Rice)‏ هو مربي وكاتب أمريكي، ولد في 1 فبراير 1888 في لاينتشبورغ في الولايات المتحدة، وتوفي في 17 نوفمبر 1968 في Lanham, Maryland ‏ في الولايات المتحدة.